# Craménil
Craménil ist eine französische Gemeinde mit 128 Einwohnern (Stand: 1. Januar 2022) im Département Orne in der Region Normandie (vor 2016 Basse-Normandie). Sie gehört zum Arrondissement Argentan und zum Kanton Athis-Val de Rouvre (bis 2015 Briouze). Die Einwohner werden Craménilois genannt.

## Geographie
Craménil liegt etwa 29 Kilometer westsüdwestlich vom Stadtzentrum von Argentan. Umgeben wird Craménil von den Nachbargemeinden Sainte-Honorine-la-Guillaume im Norden, Putanges-le-Lac im Nordosten, Saint-André-de-Briouze im Osten und Südosten, Briouze im Süden, Sainte-Opportune im Westen sowie Les Tourailles im Nordwesten.

## Bevölkerungsentwicklung
| 1962                      | 1968 | 1975 | 1982 | 1990 | 1999 | 2006 | 2011 | 2016 |
| ------------------------- | ---- | ---- | ---- | ---- | ---- | ---- | ---- | ---- |
| 191                       | 168  | 172  | 187  | 155  | 156  | 161  | 165  | 156  |
| Quelle: Cassini und INSEE |      |      |      |      |      |      |      |      |

## Sehenswürdigkeiten
- Der Menhir Affiloir de Gargantua, Monument historique seit 1889
- Kirche Saint-Laurent, 1911 errichtet

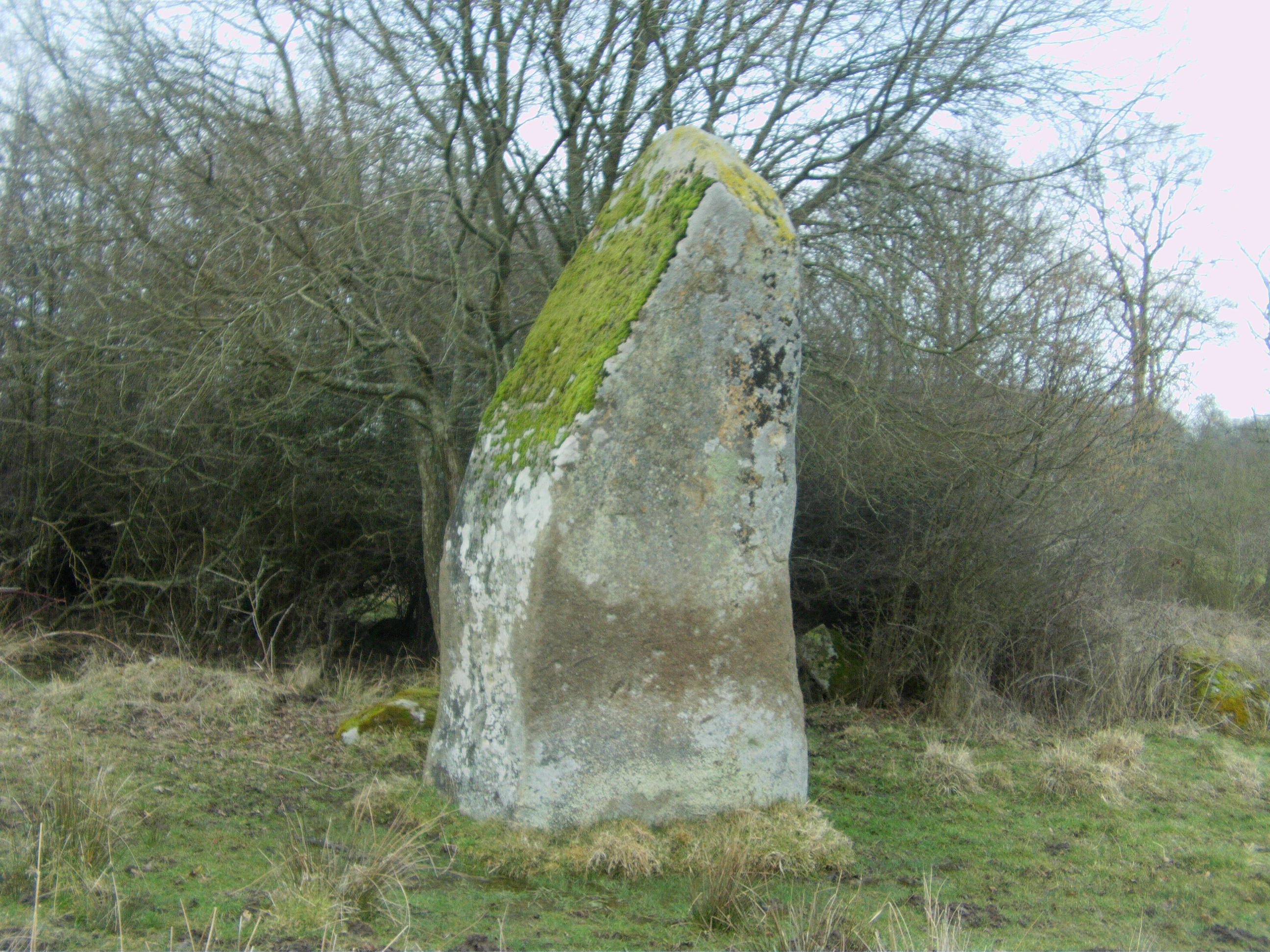
Menhir